# Трір-Ланд (об'єднання громад)
Трір-Ланд — Verbandsgemeinde («колективний муніципалітет») в районі Трір-Саарбург, земля Рейнланд-Пфальц, Німеччина. Він розташований на кордоні з Люксембургом, на північ і захід від Тріра. Місцезнаходження муніципалітету знаходиться в Трірі, який сам не є частиною муніципалітету.
Verbandsgemeinde Trier-Land складається з наступних Ortsgemeinden («місцевих муніципалітетів»):
1. Аах
2. Франценхайм
3. Хоквейлер
4. Ігель
5. Кордель
6. Лангсур
7. Ньюел
8. Ралінген
9. Трірвейлер
10. Welschbillig
11. Zemmer